# 충청남도지사공관
충청남도지사공관(忠淸南道知事公館)은 대전광역시 중구에 있는 일제강점기의 건축물이다. 2002년 8월 23일 대전광역시의 문화재자료 제49호로 지정되었다. 1950년에 당시 이승만 대통령의 임시 공관이었던 충청남도지사공관에서 대전 협정이 체결된 것으로 추정된다.

## 역사
1932년 4월에 기공하여 9월에 완공되었으며 1935년에 부속건물이 건설되었다. 1950년 조선민주주의인민공화국이 남침하자 대한민국 정부는 1950년 6월 27일부터 7월 1일까지 4일 동안 대전시으로 이전하면서, 충청남도청을 임시정부청사로, 충청남도지사공관을 이승만 대통령의 임시 공관으로 지정하였다. 1950년 7월 12일 서신 교환의 형식으로 주한 미군의 지위와 재판 관할권을 정하는 것을 골자로 하는 "재한 미국군대의 관할권에 관한 대한민국과 미합중국간의 협정"(대전 협정)을 조인하였는데, 이 협정을 이 건물에서 체결한 것으로 추정된다. 2002년 8월 23일 대전광역시의 문화재자료 제49호로 지정되었으며, 2014년 충청남도청이 대전광역시에서 홍성군으로 이전될 때까지 공관으로 사용되었다. 2015년 9월에 일반 시민에게 공개되었다.

## 갤러리

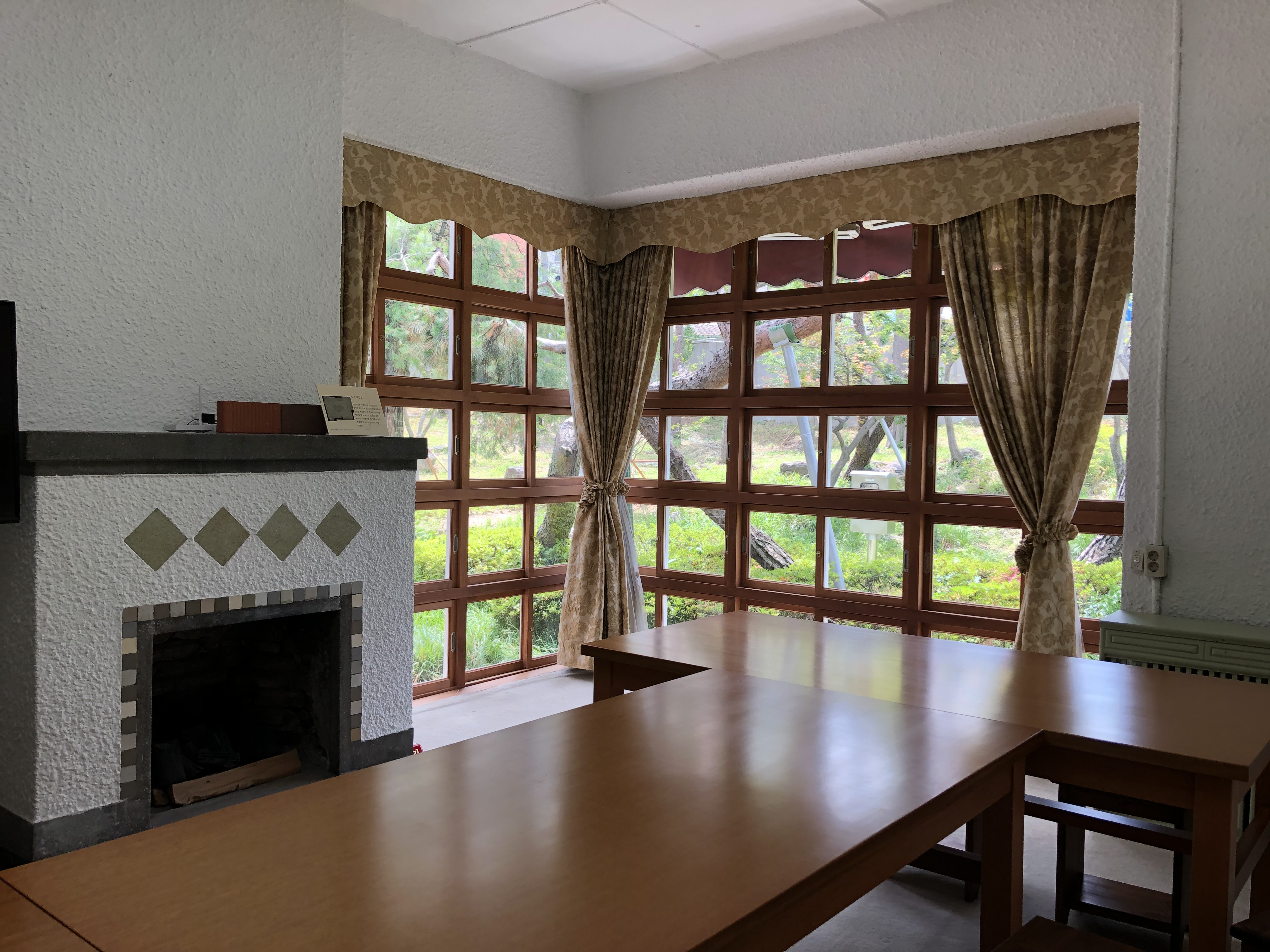
응접실
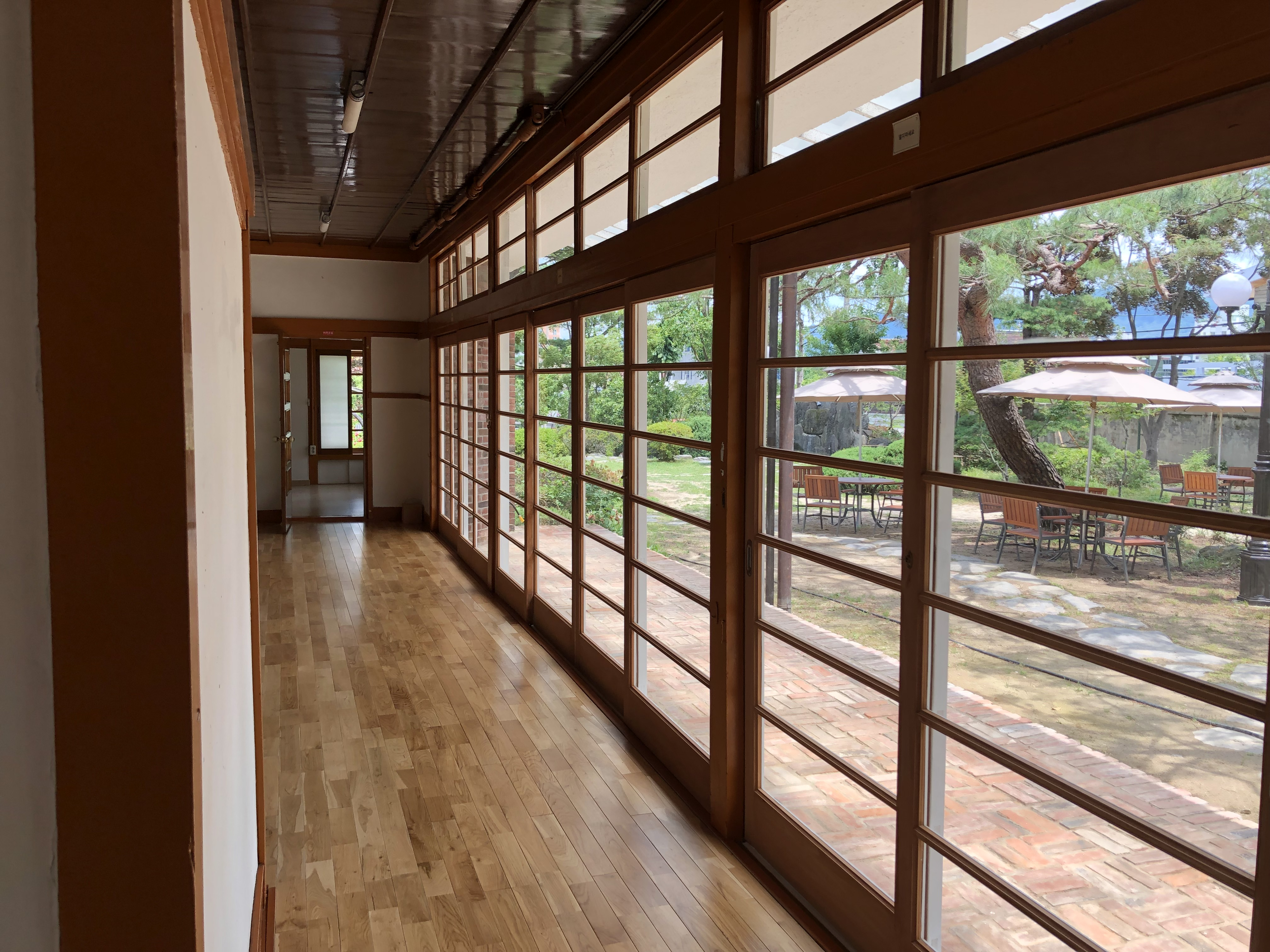
복도
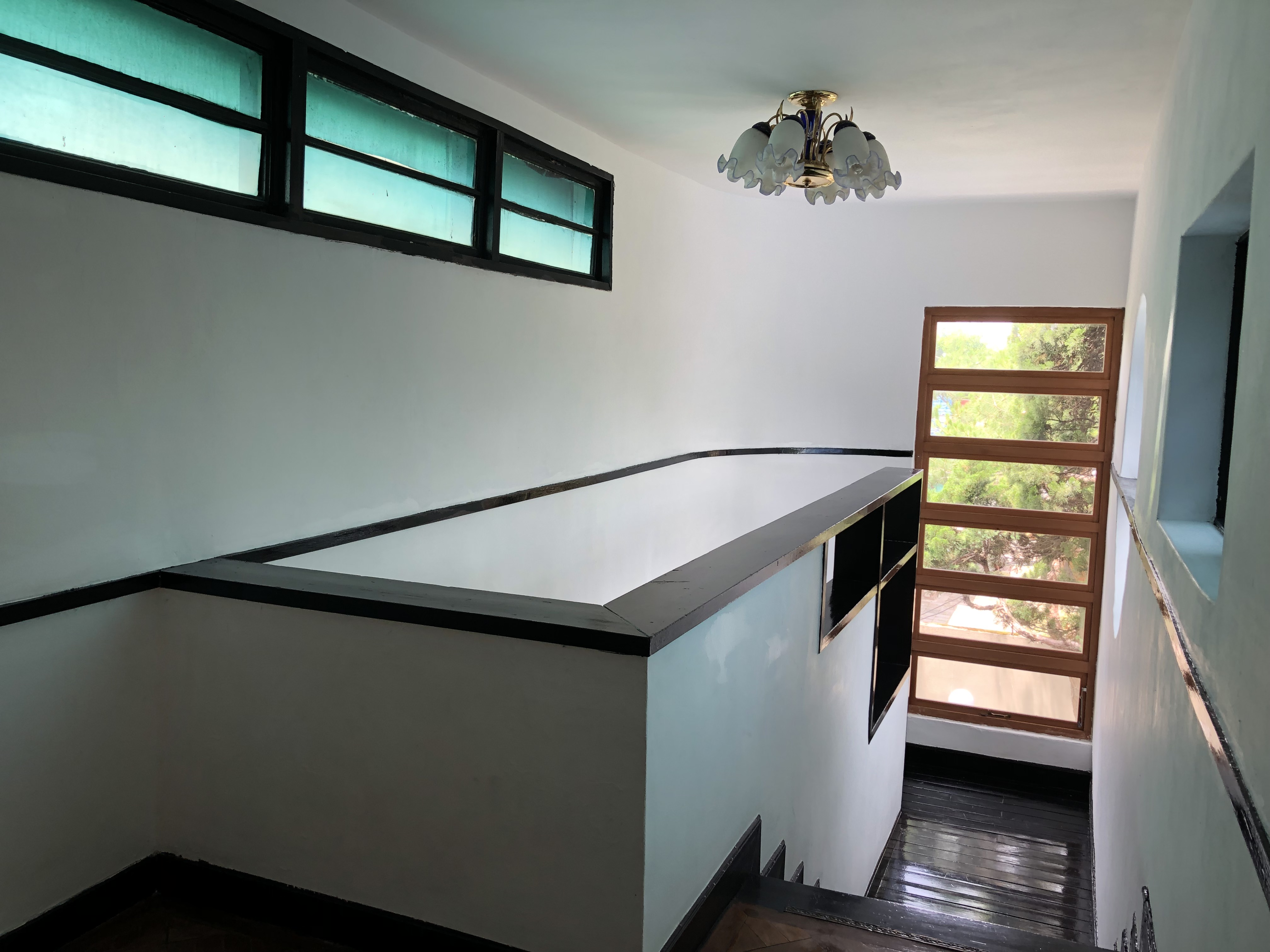
계단
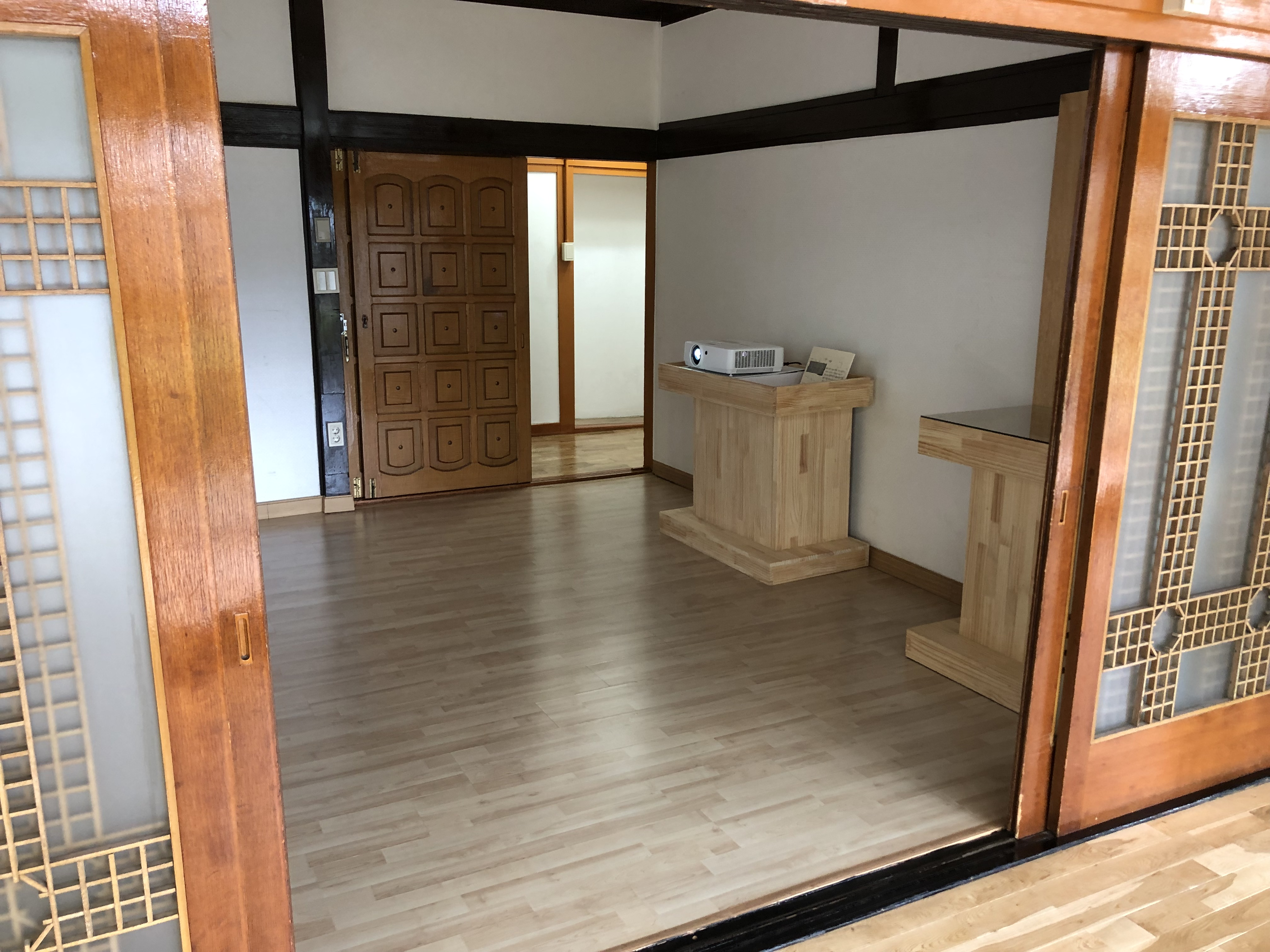
내실
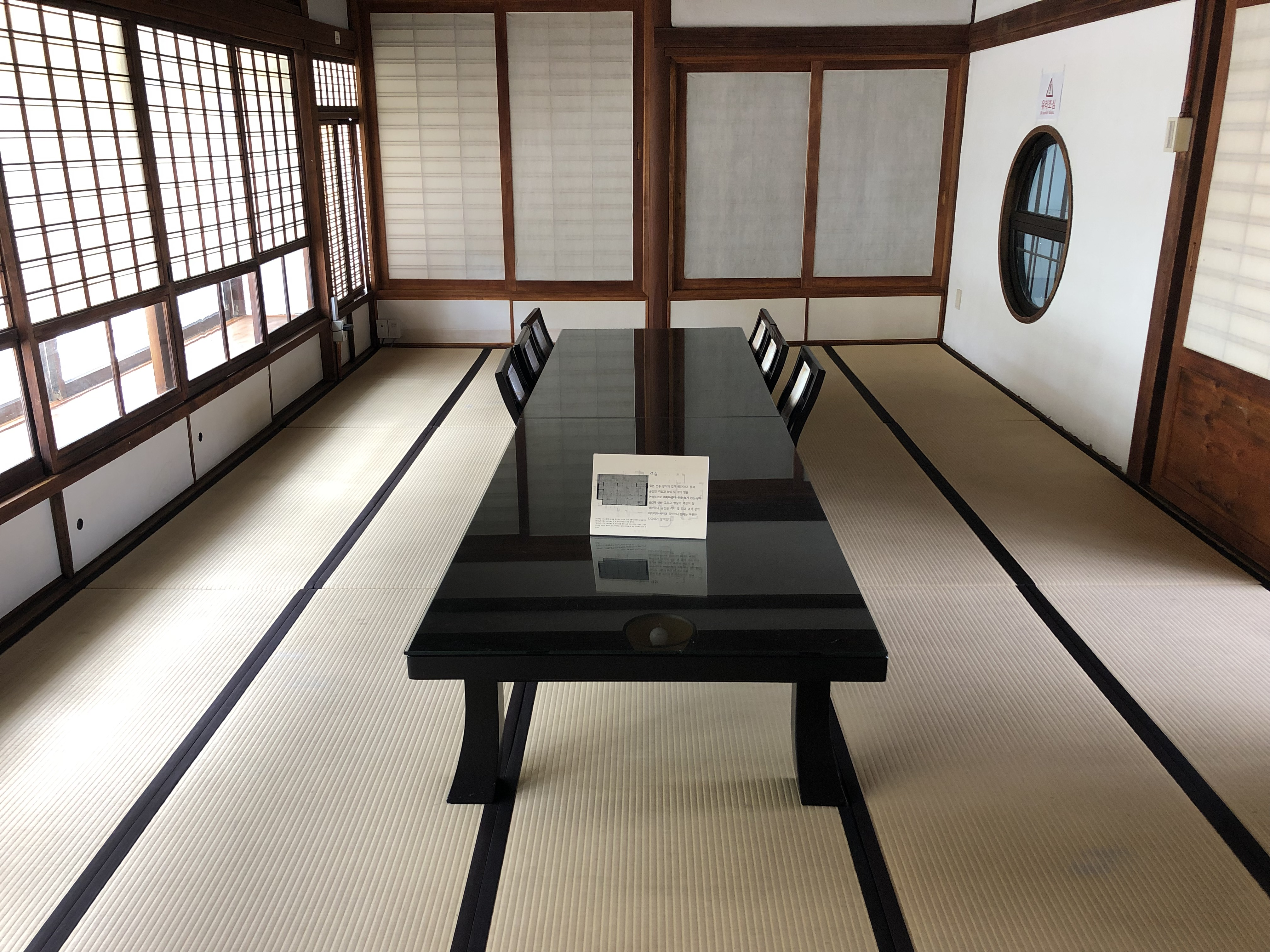
객실
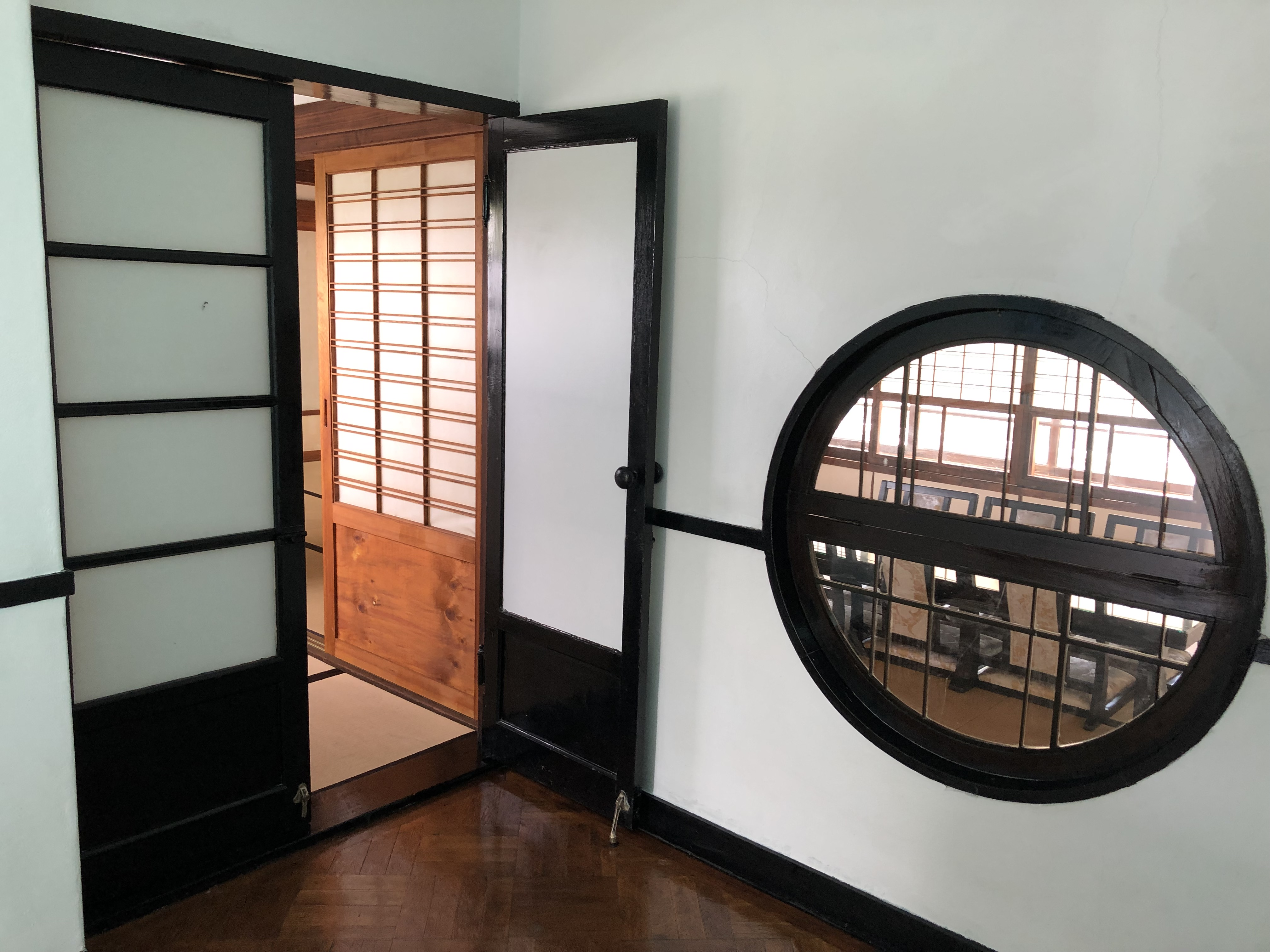
객실 입구
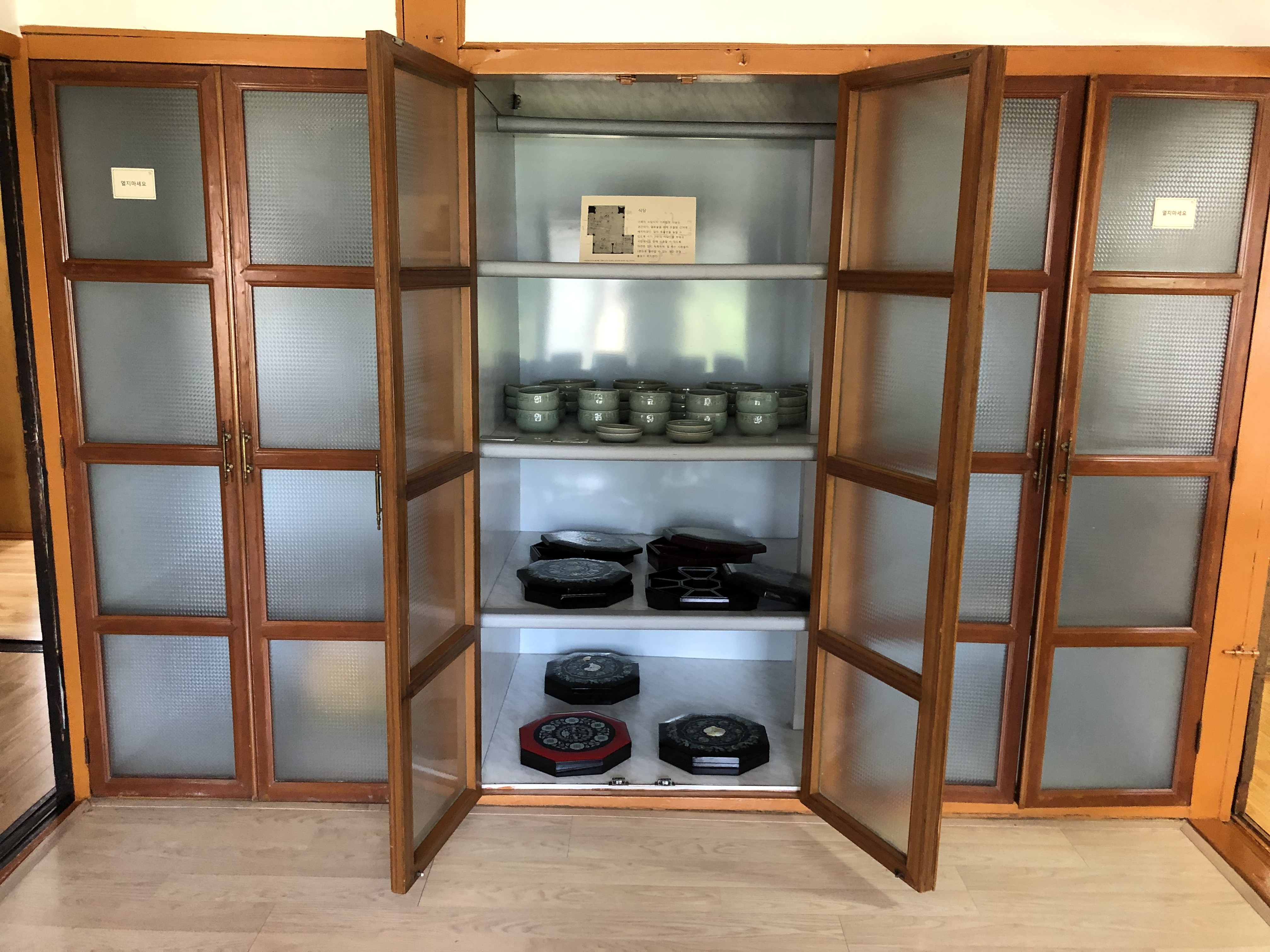
식당

## 같이 보기
- 테미오래
- 대전 충청남도청 구 관사 1·2·5·6호와 부속창고
- 대전 충청남도청 구 본관

## 참고 자료
- 충청남도지사공관 - 국가유산청 국가유산포털